# Hełmówka bezpierścieniowa

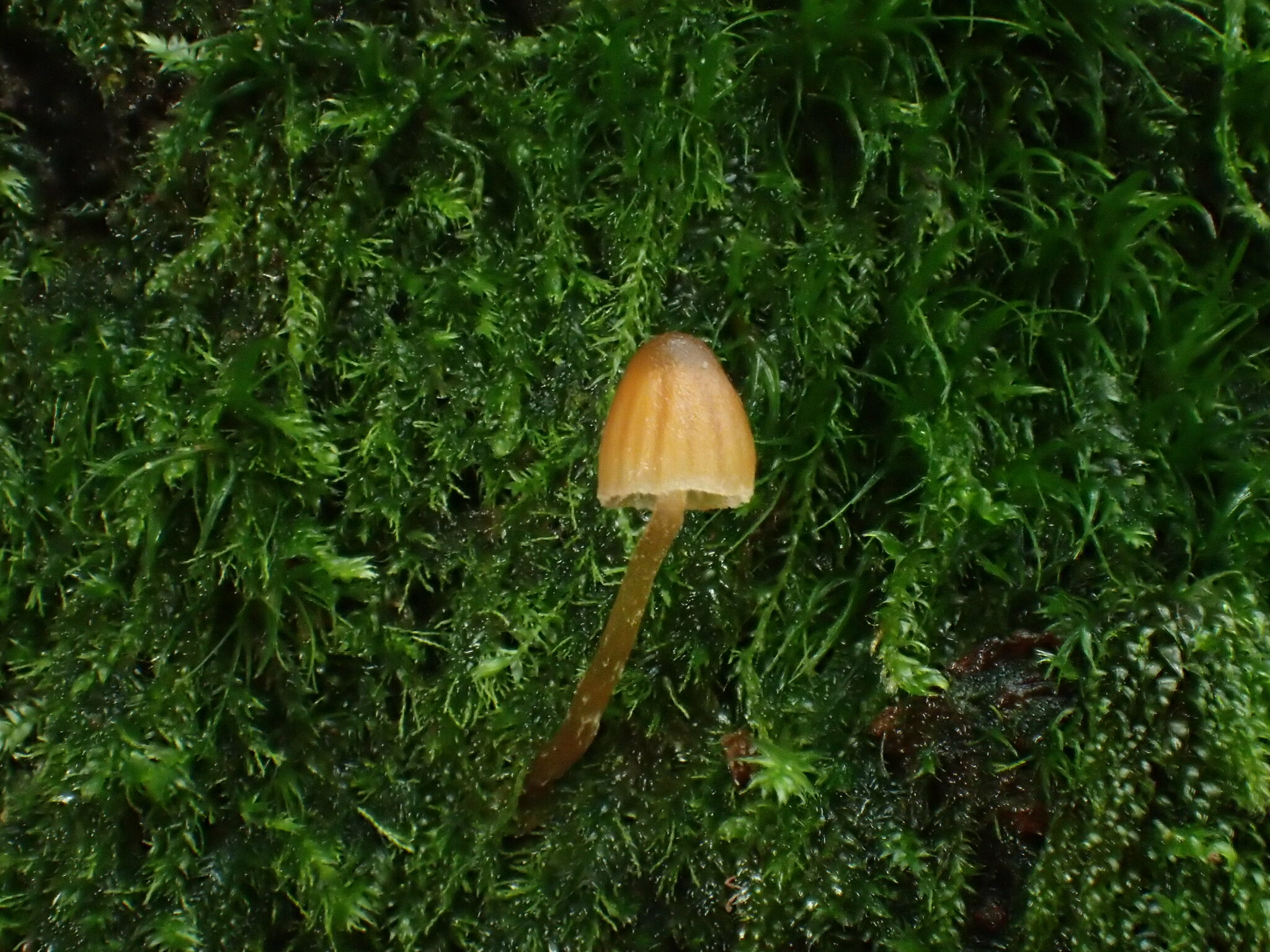

Hełmówka bezpierścieniowa (Galerina fallax (Fr.) Kühner) – gatunek grzybów należący do rodziny podziemniczkowatych (Hymenogastraceae).

## Systematyka i nazewnictwo
Pozycja w klasyfikacji według Index Fungorum: Galerina, Hymenogastraceae, Agaricales, Agaricomycetidae, Agaricomycetes, Agaricomycotina, Basidiomycota, Fungi.
Po raz pierwszy opisali go w 1955 roku Alexander Hanchett Smith i Rolf Singer wśród mchów w lesie iglastym. A. H. Smith wyznaczył holotyp. Synonim: Galerina fallax f. subfiliformis A.H. Sm. & Singer 1964. Polską nazwę nadał Władysław Wojewoda w 2003 r.

## Morfologia
Kapelusz
O średnicy 5–15 mm, początkowo tępo stożkowaty, później szeroko stożkowaty do prawie wypukłego lub nadal stożkowaty z rozpłaszczającym się brzegiem, higrofaniczny, wyraźnie prześwitujący prążkowany. Powierzchnia naga, wilgotna, płowa do ochrowopłowej, w stanie wilgotnym blednąca do prawie cynamonowopłowej, ale ciemniejąca podczas suszenia.
Blaszki
Prawie wolne, rzadkie lub dość rzadkie, szerokie. Ostrza równe.
Trzon
Wysokość 10–30 mm, nitkowaty lub prawie taki, równy, rurkowaty, kruchy. Powierzchnia naga, górą bladoochrowa, dołem ochrowopłowa lub ciemniejsza.
Cechy mikroskopowe
Bazydiospory 7–9 × 5–6 μm, w widoku z przodu jajowate, w widoku z boku nierównoboczne, w KOH płowe lub ciemniejsze, gładkie i z rozluźniającym się egzosporium, możliwym do oddzielenia od episporium przynajmniej w części podstawnej, ze zgrubieniami na wierzchołkach. Podstawki 17– 20 × 6–9 μm, 4-zarodnikowe. Bezbarwne w KOH. Cheilocystydy 24–35 × 6– 9 μm, nieco beczułkowate lub prawie cylindryczne z tępymi wierzchołkami, bezbarwne, cienkościenne, gładkie. Pleurocystyd brak. Trama blaszek przeplatana do prawie równoległej, żółta od inkrustującego pigmentu. Trama kapelusza jednorodna, ochrowa, płowa lub ciemniejsza od inkrustującego pigmentu. Sprzążki obecne.

## Występowanie i siedlisko
Występuje w Ameryce Północnej, Europie i Azji. W piśmiennictwie naukowym na terenie Polski do 2003 r. podano dwa stanowiska, w późniejszych latach podano wiele następnych.
Grzyby mszakolubne występujące wśród mchów i grzyby saprotroficzne występujące na martwym drewnie w lasach liściastych i iglastych.